# Miguel Vegas
Miguel Enrique Vegas Cordero (Caracas, 22 maggio 2006) è un calciatore venezuelano, centrocampista del Caracas.

## Caratteristiche tecniche
È un centrocampista che agisce principalmente sulla fascia destra.

## Carriera

### Club
Cresciuto nel settore giovanile del Caracas, ha debuttato in prima squadra il 2 febbraio 2024 nell'incontro di Liga FUTVE vinto 2-0 contro il Dep. La Guaira; ha segnato il suo primo gol in carriera tra i profssionisti il 16 agosto dello stesso anno contro l'Estudiantes Mérida. Sempre nel 2024 ha inoltre esordito nelle competizioni CONMEBOL per club, disputando una partita in Coppa Libertadores; nel 2025, invece, oltre a continuare a giocare con regolarità nella prima divisione venezuelana ha partecipato alla Coppa Sudamericana.

### Nazionale
Dopo aver giocato con l'Under-17, nel 2025 ha partecipato al campionato sudamericano di categoria con la nazionale Under-20 venezuelana.

## Statistiche

### Presenze e reti nei club
Statistiche aggiornate al 1 agosto 2025.
| Stagione        | Squadra         | Campionato      | Campionato | Campionato | Coppe nazionali | Coppe nazionali | Coppe nazionali | Coppe continentali | Coppe continentali | Coppe continentali | Altre coppe | Altre coppe | Altre coppe | Totale | Totale | Totale |
| Stagione        | Squadra         | Comp            | Pres       | Reti       | Comp            | Pres            | Reti            | Comp               | Pres               | Reti               | Comp        | Pres        | Reti        | Pres   | Reti   |        |
| --------------- | --------------- | --------------- | ---------- | ---------- | --------------- | --------------- | --------------- | ------------------ | ------------------ | ------------------ | ----------- | ----------- | ----------- | ------ | ------ | ------ |
| 2024            | Caracas         | PD              | 19         | 1          | CV              | 1               | 0               | CL                 | 1                  | 0                  | -           | -           | -           | 21     | 1      |        |
| 2025            | Caracas         | PD              | 11         | 0          | CV              | 5               | 0               | CS                 | 6                  | 0                  | -           | -           | -           | 22     | 0      |        |
| Totale carriera | Totale carriera | Totale carriera | 30         | 1          |                 | 6               | 0               |                    | 7                  | 0                  |             | -           | -           | 43     | 1      |        |